# イマジカインフォス
株式会社イマジカインフォス（英: Imagica Infos Co., Ltd.）は、日本の出版社・アニメ制作会社。株式会社IMAGICA GROUPの連結子会社。
出版した雑誌・書籍の販売は、出身母体で元親会社（現5%出資）の主婦の友社が受託している。

## 沿革
- 2000年8月 - 株式会社主婦の友社の出資により、同社から発行する雑誌・書籍等の編集製作会社として株式会社エスティーインフォス情報社を設立。
- 2001年7月 - 株式会社主婦の友インフォス情報社に商号変更。
- 2004年3月 - 書籍「さよならマフィンさん」「しあわせレシピ」を皮切りに発行元として出版事業を開始。
- 2005年8月 - 株式会社主婦の友社の完全子会社となる。
- 2009年4月 - 株式会社主婦の友社から雑誌「健康」の商標を含む営業権の譲渡を受け発行元となる。
- 2011年4月 - 株式会社主婦の友社から雑誌「声優グランプリ」、「ロトナンバーズ「超」的中法」の商標を含む営業権の譲渡を受け発行元となる。
- 2014年3月 - 株式会社主婦の友社（旧親会社）が大日本印刷の連結子会社となる。
- 2016年8月 - 株式会社主婦の友インフォスに商号変更。
- 2017年12月 -  株式会社主婦の友社（旧親会社）がカルチュア・エンタテインメントの連結子会社となる[2][3]。
- 2018年1月 - 主婦の友社グループ内の事業分野の再編にともない、株式会社主婦の友社のヒーロー文庫・プライムノベルスシリーズのライトノベル出版事業を株式会社主婦の友インフォスに[4]、株式会社主婦の友インフォスの雑誌「健康」を含む健康関連出版事業を株式会社主婦の友社に移管[5]。
- 2019年4月 - 株式会社IMAGICA GROUPの子会社となる[6][7]。
- 2020年10月 - 株式会社主婦の友社より女性ファッション誌『S Cawaii!』を事業譲受[8]。
- 2023年4月 - 株式会社イマジカインフォスに商号変更[9]。株式会社イマジカデジタルスケープのImageworks部から、アニメーション制作事業の一部およびデジタルコミック・WEBTOON制作部門を事業譲受[10]。
- 2024年3月 - 株式会社TypeBeeGroupの運営するゲーム小説サービス「TapNovel」事業を譲受[11]。
- 2025年2月 - 長編アニメスタジオ制作部門をコミスマ株式会社へ譲渡[12]。

## 主な発行物

### 雑誌
- 声優グランプリ（発売：主婦の友社、毎月10日発売） - 声優情報誌
- ロト・ナンバーズ「超」的中法（発売：主婦の友社、毎月29日発売） - ロト&ナンバーズの専門誌
- S Cawaii!（発売：主婦の友社、3,6,9,12月の17日発売） - ギャル系ファッション誌

### 書籍
- ヒーロー文庫（発売：主婦の友社）- 2012年9月28日に創刊したライトノベルレーベル。文庫判。主に「小説家になろう」に掲載された作品を書籍化している。
- プライムノベルス - 2016年1月18日に創刊したヒーロー文庫の兄弟レーベル[13]。B6判。

### デジタルコミック
- ヒーローコミックス - ヒーロー文庫の作品をコミカライズしていくレーベル[14]
- カラットコミックス
- 推す♂BLコミックス

## Webサービス
- ヒーローコミックス - 無料で読めるWEBコミックサイト
- TapNovel - ゲーム小説サービス
- 声優グランプチャンネル（OPENREC.tv・ニコニコチャンネル・Youtube）
- infosquare(インフォスクエア) - インターネット通販サイト

## 映像制作

### テレビアニメ
| 開始年 | 放送期間   | タイトル                               | 監督                        | アニメーション プロデューサー | 原作 | 共同制作           |
| ------ | ---------- | -------------------------------------- | --------------------------- | ----------------------------- | ---- | ------------------ |
| 2024年 | 6月 - 7月  | まぁるい彼女と残念な彼氏               | 久保洋祐（総） うもとゆーじ | N/A                           | 漫画 | 大日本印刷         |
| 2024年 | 7月 - 9月  | 魔導具師ダリヤはうつむかない           | 久保洋祐                    | 櫻井崇 原田健一               | 小説 | 颱風グラフィックス |
| 2024年 | 9月 - 10月 | 監禁区域レベルX                        | 佐藤光                      | N/A                           | 小説 | N/A                |
| 2025年 | 4月 -      | ちくわ戦記〜おれのカワイイで地球侵略〜 | 水野智史                    | 未公表                        | 漫画 | Imageworks Studio  |
| 2025年 | 7月 -      | 学校では教えてくれない大切なこと       | 中澤佳菜                    | 未公表                        | 漫画 | Imageworks Studio  |
| 2025年 | 10月 -     | ポーション、わが身を助ける             | 古川未来子                  | 未公表                        | 小説 | Imageworks Studio  |

### Webアニメ
| 配信年 | タイトル                | 監督     | アニメーション プロデューサー | 原作         | 共同制作 |
| ------ | ----------------------- | -------- | ----------------------------- | ------------ | -------- |
| 2023年 | KUROMI’S PRETTY JOURNEY | 三浦沙智 | 福留俊                        | キャラクター | Qzil.la  |